# Impatiens chandrasekharanii
Impatiens chandrasekharanii är en balsaminväxtart som beskrevs av M. Chandrabose. Impatiens chandrasekharanii ingår i släktet balsaminer, och familjen balsaminväxter. Inga underarter finns listade i Catalogue of Life.